# Cristallisation des pensions
 (2019).
La « cristallisation des pensions » est l'expression consacrée par l'État français, à partir de 1958, pour évoquer le blocage de l'augmentation des pensions de retraites des anciens combattants des ex-colonies françaises. Le système de cristallisation fixait le montant des pensions payées par la France à celui perçu au moment de l'indépendance de chaque colonie et permettait à chacun des nouveaux pays indépendants de prendre le relais progressivement pour payer ces pensions dues par l'ancien Empire colonial.

## Mise en place de la cristallisation
En plusieurs phases, la France a adopté après les indépendances de ses colonies un dispositif dit de « cristallisation », c’est-à-dire du gel de la dette contractée par l'Empire français et qui échoit à la seule métropole, par blocage de la valeur des points de pension à la valeur atteinte lors de l'accession à l'indépendance des pays, dont les anciens tirailleurs étaient ressortissants. Il concerne les Vietnamiens et Cambodgiens dès 1958 (article 170 de l’ordonnance du 30 décembre 1958 portant loi de finances pour 1959) puis les Tunisiens et Marocains en 1959 (article 71 de la loi de finances pour 1960 du 26 décembre 1959).  4
Les ressortissants du Sénégal, du Gabon, du Tchad et de Centrafrique sont concernés par la loi du 30 décembre 1974 sur la base d’une jurisprudence du Conseil d’État qui estimait que la loi de cristallisation de 1959 n’était applicable qu’aux nationaux des États « ayant appartenu » (et non appartenant) à l’Union ou à la Communauté française, qualité qu’ils ont conservée avec la Constitution de 1958 (CE Sect., 15 février 1974, Dame Veuve Tamba Samoura, Rec. p.116). Après l’adoption de l’article 63 de la loi de 1974, le Conseil d’État a « neutralisé » la cristallisation à leur égard en l’absence de publication au Journal officiel des décrets de revalorisation (v. CE 7 juillet 1981, ministre du Budget c/Cissé, n° 39835), ce qui conduire à l’adoption d’une seconde loi (article 22 de la loi de finances rectificative du 31 décembre 1981), fixant rétroactivement au 1er janvier 1975 l’entrée en vigueur de l’article 14 de la loi du 21 décembre 1979, pour leur appliquer la cristallisation (CE, 31 mai 1985, Mme Tine Khady née Dieng).

## Fonctionnement juridique
D'après le GISTI (Groupe d'information et de soutien des immigrés) la cristallisation fonctionne selon trois modèles : 
- la pension de retraite des fonctionnaires ayant effectué une carrière dans l’administration (civile ou militaire) d’un minimum de quinze ans. 53 500 pensions de ce type sont versées par l’État français, dont 17 700 à d’anciens fonctionnaires ou militaires marocains et 9 300 à des Algériens.  Sur une base de 100 € touchés chaque mois par un Français, un Marocain perçoit 12 € et un Algérien 15,5 € ;
- la pension militaire d’invalidité servie aux militaires souffrant d’infirmités « causées par ou durant leur service dans l’armée ». Environ 8 000 Marocains et 11 000 Algériens en bénéficient. Le montant de la pension dépend du taux d’invalidité, mais à titre d’exemple, dans le cas d’une invalidité à 100 %, un Français touche mensuellement 690 € tandis qu’un Marocain touche 61 € et un Algérien 57 € ;
- la retraite du combattant (annuelle) est versée (surtout symboliquement en gage de la reconnaissance de la nation) à tout individu ayant combattu sous le drapeau français. Le GISTI ajoute que son « montant même à taux plein est des plus modiques : 420 € par an ». 17 000 Marocains et 14 000 Algériens en bénéficient. Du fait même de la « cristallisation » un Algérien touche chaque année 56,4 € et un Marocain seulement 48,5 €.

## Contestation
- Le Conseil d'État a statué au contentieux, le 30 novembre 2001, que la cristallisation du montant des pensions des ressortissants de pays anciennement sous souveraineté française est contraire à la Convention européenne des droits de l'homme[3].

- Le jour de la présentation du film Indigènes, le 27 septembre 2006, le gouvernement Dominique de Villepin a annoncé que les 80 000 anciens combattants de l'Empire français encore vivants percevraient les mêmes retraites que leurs compagnons d'armes français.

- Le Conseil constitutionnel a déclaré, le 28 mai 2010, contraire à la Constitution certaines dispositions législatives relatives à ce régime. Ce jugement a été donné à l'occasion de sa première décision sur une question prioritaire de constitutionnalité, ce qui lui ajoute une valeur symbolique. Il a donc décidé que le régime spécial des pensions applicable aux ressortissants des pays et territoires autrefois sous souveraineté française et, en particulier, aux ressortissants algériens, plaçait ceux-ci dans une situation d'inégalité par rapport aux ressortissants français résidant dans le même pays étranger. Toutefois, comme le régime juridique antérieur est encore plus inégalitaire, il a repoussé la date d'application de cette décision au 1er janvier 2011 afin de laisser le temps au législateur de mettre en place un régime de pension conforme à la Constitution[4].

## Condition de résidence
Afin de percevoir le minimum vieillesse, les tirailleurs étaient contraints de résider au moins six mois par an en France. Cette obligation est levée pour les dernières dizaines de survivants le 4 janvier 2023, jour de la sortie du film Tirailleurs, même si cette levée ne s'applique pas à la pension d’invalidité (qui n'est pas réévaluée aux standards hexagonaux) ni aux prestations de la CAF.